# 西岡久美子
西岡 久美子（にしおか くみこ、1954年 - ）は、日本の数学者。慶應義塾大学名誉教授。専門は超越数で、Mahler関数の理論に関する研究を行っている。

## 来歴
- 石川県出身。
- 1977年 金沢大学理学部数学科卒業。
- 1979年 大阪大学大学院理学研究科博士課程前期修了。
- 1985年 理学博士（大阪大学）。
- 1989年 奈良女子大学理学部助教授。
- 1991年 日本大学文理学部助教授。
- 1995年 慶應義塾大学経済学部助教授
- 1996年 同教授に昇格。
- 2017年 定年退職、慶應義塾大学名誉教授

## 著作
- 微分体の理論 (共立叢書 現代数学の潮流　2010年)
- 超越数とはなにか 代数方程式の解にならない数たちの話 (ブルーバックス　2015年)